# Corviale
Corviale, o più correttamente Nuovo Corviale (detto "il Serpentone" per via della sua lunghezza), è un complesso residenziale di Roma (piano di zona 61), situato nella periferia sud-ovest della capitale (XI municipio).
Per le sue grandi dimensioni (l'edificio principale è lungo quasi un chilometro) e per le difficili condizioni di vita dei suoi abitanti, è diventato nell'immaginario collettivo il quartiere-simbolo del degrado delle periferie della capitale.
Il complesso, che accoglie circa 4 500 abitanti, è formato essenzialmente da tre edifici: la monumentale “stecca” principale, un unico corpo di 986 metri di lunghezza per nove piani (30 metri di altezza); un secondo corpo più basso, parallelo al primo, di tre cinque piani; ed un terzo corpo orientato di 45° rispetto ai primi due.

## Ubicazione
Il quartiere è ubicato nei pressi della via Portuense, lungo via Ettore Ferrari, via Poggio Verde, via Marino Mazzacurati e via dei Sampieri. Si trova nel suburbio Gianicolense, a circa due chilometri dal Grande Raccordo Anulare.
Prende il nome dalla zona urbanistica nella quale è stato costruito.

## Storia

### Il progetto
Di proprietà dell'ATER del Comune di Roma (ex IACP, Istituto Autonomo Case Popolari), il complesso è stato progettato a partire dal 1972 da un team di 23 architetti coordinati da Mario Fiorentino e composto fra gli altri da affermati professionisti come Federico Gorio, Piero Maria Lugli, Giulio Sterbini e Michele Valori.
Nelle intenzioni del progettista, Corviale avrebbe dovuto rappresentare un modello abitativo alternativo, in netto distacco dallo sviluppo urbanistico di Roma iniziato negli anni Sessanta, che aveva portato alla nascita di interi quartieri completamente privi di servizi, chiamati "quartieri dormitorio". L'idea innovativa era quella di modificare sostanzialmente la concezione delle periferie come erano state progettate fino allora, proponendo un nuovo modello che integrasse spazi privati con attività collettive, residenze con servizi, rifiutando il concetto di quartiere-dormitorio e privilegiando la ricchezza e complessità di funzioni e relazioni tipiche della città storica.
Costituito da due stecche di residenze, il progetto contava un totale di 1200 appartamenti integrati con numerosi spazi collettivi. L'aspetto più rivoluzionario consisteva appunto nell'idea di rendere l'edificio completamente autonomo, un frammento compiuto di città in grado di offrire i propri servizi all’intera collettività che lo avrebbe abitato e vissuto giorno dopo giorno. Il progetto prevedeva infatti servizi efficienti e ampi spazi comuni: quattro teatri all'aperto, uffici circoscrizionali, la biblioteca, scuole [dall'asilo alle medie], servizi sanitari, mercato, una sala riunioni di cinquecento posti e un intero piano (il quarto) esclusivamente dedicato alle attività commerciali e artigianali, il tutto affacciato panoramicamente sul verde dell'Agro Romano.«Il nuovo Corviale è una grande unità residenziale, un unico complesso edilizio che contiene ed esprime la complessità e la ricchezza di relazioni propria della città», lo definì lo stesso progettista Fiorentino.
Secondo il giudizio dell’architetto Franco Purini, “Fiorentino aveva una concezione dell’abitare come movimento eroico, voleva che la sua mastodontica macchina abitativa fosse una specie di comunità che si sarebbe autoregolata facendo prevalere gli interessi collettivi su quelli individuali; Fiorentino arrivò però fuori tempo massimo, quando ormai in architettura alla fine degli anni Settanta si era affermato il Post-moderno, che, al contrario, esaltava piuttosto il singolo individuo e i suoi bisogni privati”. Per Purini, “Corviale è l’opera più importante realizzata a Roma in tutti gli anni Settanta e una delle architetture più significative della produzione mondiale di quegli anni”.

### La realizzazione

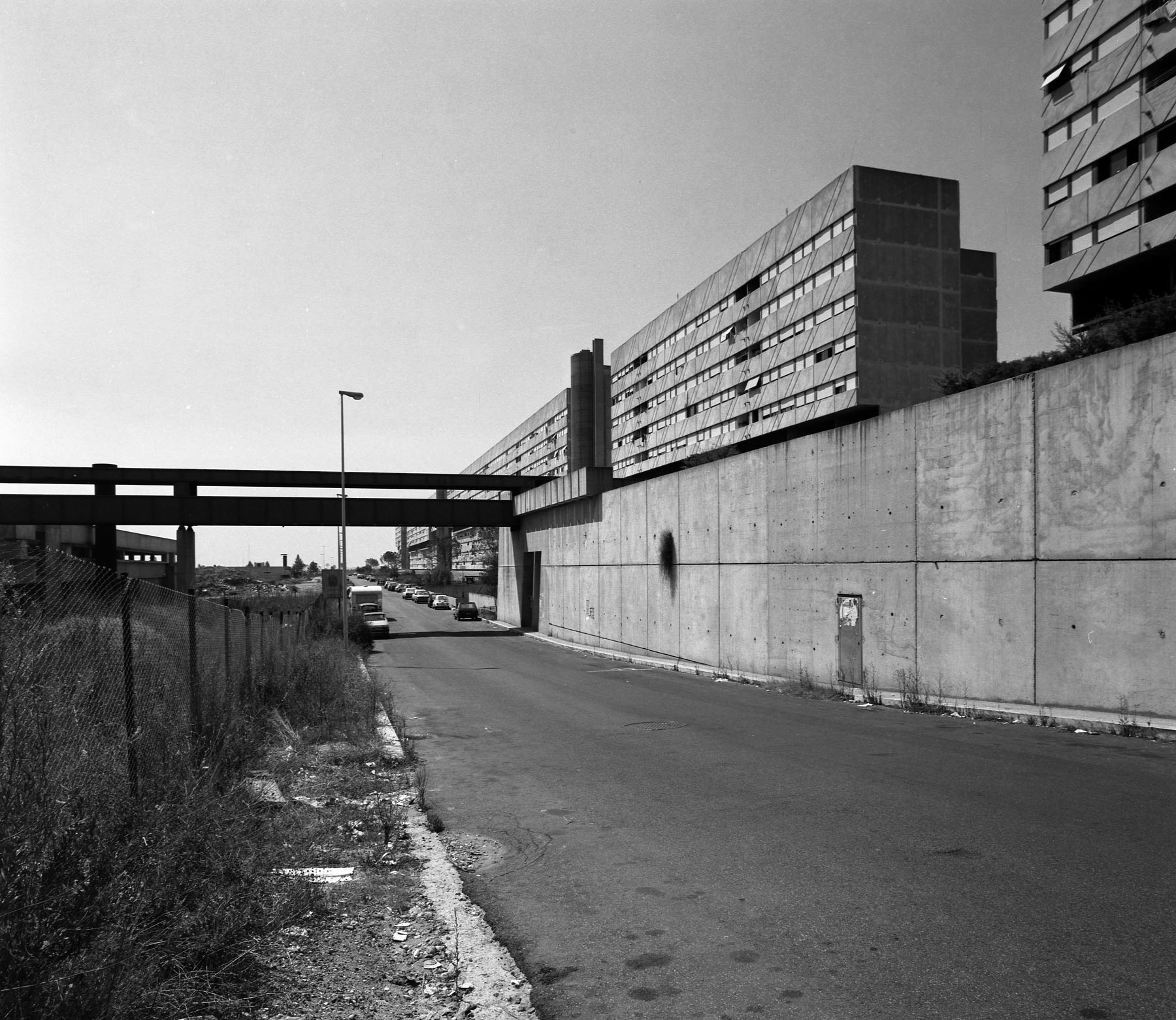
Corviale via Poggio Verde 1988

I lavori, affidati ad un'unica impresa edile (la Salice II), iniziarono nel 1975 e avanzarono fra difficoltà e ritardi; furono sospesi nel 1982 per il fallimento della stessa impresa. L'architetto Fiorentino morì nello stesso anno per un infarto cardiaco, senza aver visto completare il suo progetto; la leggenda metropolitana, secondo la quale si sarebbe suicidato per il rimorso di aver creato un mostro, è evidentemente falsa.
Le prime abitazioni furono consegnate nell'ottobre 1982 e il blocco residenziale fu terminato nel 1984; ma già qualche mese dopo avvennero le prime occupazioni abusive da parte di circa settecento famiglie, che continuarono per tutti gli anni '80 e '90, nonostante non fossero stati ancora realizzati i servizi previsti a complemento delle abitazioni. In particolare il quarto piano della stecca centrale fu occupato abusivamente e i locali, che avrebbero dovuto essere adibiti a servizi, vennero usati come abitazioni, situazione che dura a tutt'oggi.
Le condizioni gestionali errate e i problemi funzionali sono stati sempre una costante nella storia dell’edificio: anni di occupazione abusiva e di totale abbandono da parte delle istituzioni hanno portato in pochi anni il quartiere in condizioni di degrado e fatiscenza, tanto che già dagli anni Ottanta Corviale è diventato il simbolo del degrado delle periferie romane.
Sebbene a rilento, i lavori di completamento sono andati avanti negli anni: la parte centrale, o "spina servizi", che si trova tra le due stecche, è stata completata e accoglie alcuni uffici del Municipio XI, un centro per il disagio mentale della ASL Roma D, il Gruppo XV dei vigili urbani e il centro culturale e artistico "Il Mitreo". Inoltre, negli spazi della spina centrale hanno trovato sede un gruppo di artigiani sfrattati dalle botteghe del centro storico. All'interno del palazzo sono presenti l'incubatore d'impresa del Comune di Roma, un ambulatorio ASL, un centro anziani, un supermercato, varie cooperative e attività sociali e imprenditoriali.

### La riqualificazione
Dopo anni di proposte, fra cui l'abbattimento (suggerito per esempio da Massimiliano Fuksas, Fabio Rampelli, Teodoro Buontempo e altri), e varie idee di riqualificazione, nel 2008 l'Ater e la Regione Lazio hanno presentato un "piano di rinascita" articolato in due interventi: il primo, detto "Km Verde", progettato dall'architetto Guendalina Salimei, prevede la completa ristrutturazione del quarto piano, con l'abbattimento di ciò che esiste e la ricostruzione di 103 nuovi alloggi al posto dei servizi previsti da Fiorentino.; i lavori, iniziati a gennaio del 2019, sono tuttora in corso.
Il secondo è il progetto vincitore del concorso internazionale Rigenerare Corviale del 2015, intervento del team di progettazione coordinato da Laura Peretti Architects. Il progetto prevede un nuovo masterplan per lo spazio pubblico dell'intero comparto, la realizzazione di quei servizi originariamente collocati al quarto piano, il ridisegno e la semplificazione dell'intera circolazione carrabile e pedonale, nonché una nuova permeabilità fra città e campagna. Dell'edificio vengono modificati gli accessi che passano da cinque a ventisette, tutto il basamento nella parte dell'attacco a terra, la zona della "frattura" che diviene una nuova piazza e il punto di connessione massima fra le diverse parti di territorio.

## Caratteristiche

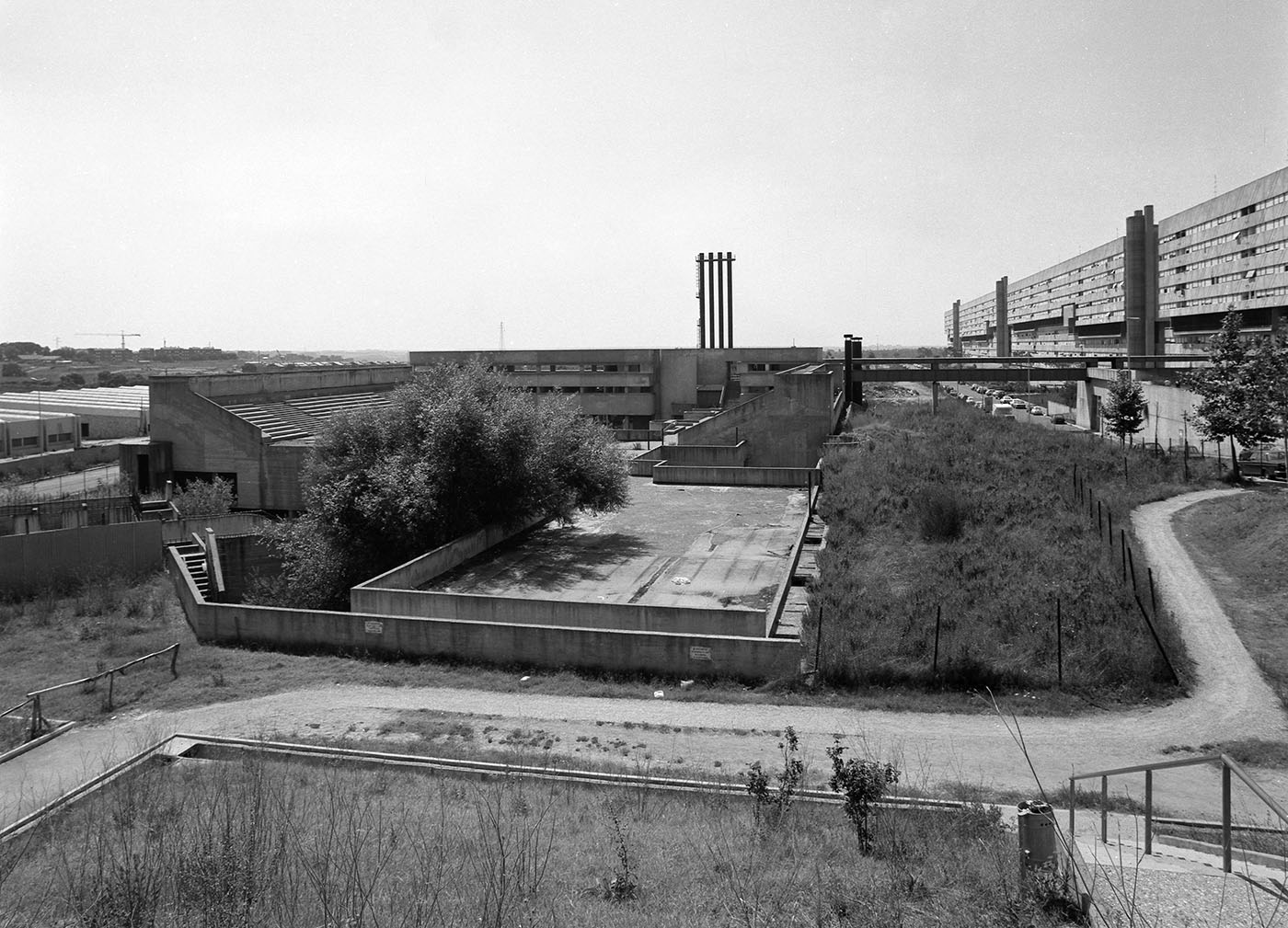
L'arena anfiteatro 1988

La sua morfologia si deve alle architetture monumentali di Roma ed è sbagliato il riferimento con i progetti di Le Corbusier per l'Unité d'habitation di Marsiglia e la Corbusierhaus di Berlino»
Il complesso è formato da tre corpi: il principale, lungo 986 metri, alto 37, per 9 piani più il piano sotterraneo dei parcheggi e diviso in cinque lotti, con all'interno ballatoi, cortili e spazi comuni; il secondo, posto sul lato ovest e parallelamente al primo, lungo anch'esso 986 metri, alto 9, diviso in cinque lotti di 3 e 5 piani, collegato al primo corpo da cinque ponti posti ai cinque assi di accesso; il terzo, separato e posto sul lato est del principale, è ruotato di 45 gradi rispetto a questo ed è lungo 253,4 metri, con un'altezza variabile tra i 19 e i 23 metri, per 3/5 piani.
All'interno dei cortili si trova, per tutta la lunghezza, un'altra fila di abitazioni ("case basse") di due o tre piani che si affacciano sui cortili e sulla campagna retrostante. È interamente costituito di setti in cemento armato. Ospita ben 1200 appartamenti di diverse dimensioni, più una innumerevole serie di abitazioni sorte abusivamente negli spazi comuni e in quella che doveva essere una galleria dei negozi al 4º piano.
Nel progetto iniziale il palazzo era diviso in sei lotti: ognuno doveva essere dotato di sala condominiale per le attività comuni. Inoltre, erano previsti una sala per le riunioni, un anfiteatro all'aperto (realizzato), scuole, laboratori artigianali e un piano, il quarto, dedicato agli esercizi commerciali.
Poco distante dal terminale del terzo corpo, sul luogo dove sorgeva un'area verde, è stato completato, nel 2005, il centro commerciale "Casetta Mattei", già presente nel progetto originale.

## Corviale nella cultura di massa

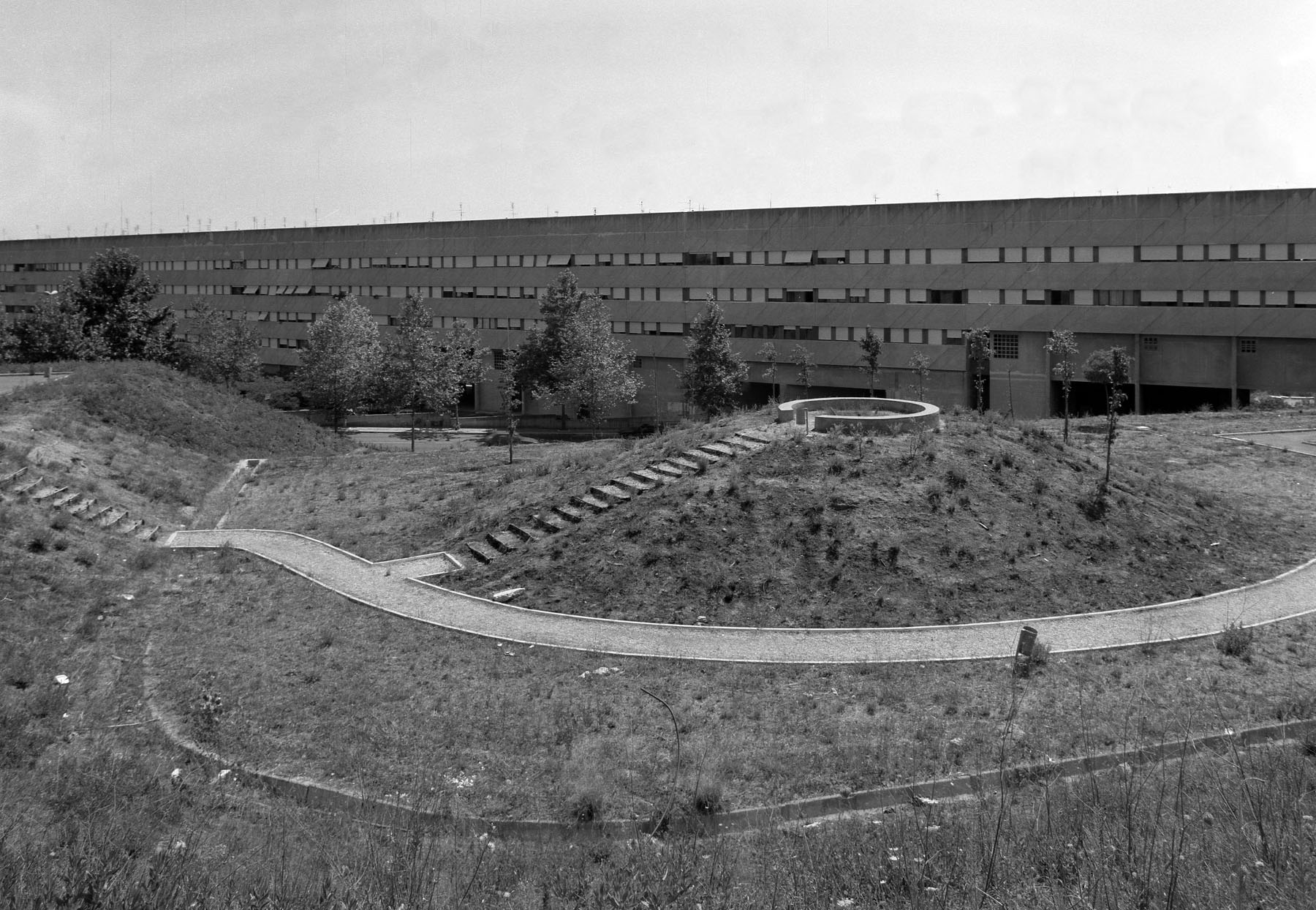
Corviale, il 26 agosto 1988

- Nel 1983 l'edificio fu protagonista di alcune scene del film Sfrattato cerca casa equo canone, con protagonista Pippo Franco.
- Nel 1991 è presente nella rubrica "Italia Bella" condotta da Marco Messeri all'interno del programma televisivo Avanzi.
- Nell'album del 1995 "Aloha from Ass" del gruppo rock demenziale romano Santarita Sakkascia è presente una canzone intitolata "Serpentone" dedicata all'omonimo complesso.
- Nel film del 2014 Scusate se esisto! di Riccardo Milani, è l'edificio oggetto della riqualificazione progettata dalla protagonista Paola Cortellesi.
- È citato in Eclissi di periferia di Max Gazzè, contenuto nell'album Ognuno fa quello che gli pare? (2001), e nel singolo di Mario Venuti Ventre della città (2014).
- Nel 2017 è utilizzato per alcune scene del film American Assassin.
- Sempre nel 2017 è stato utilizzato come location per il video della canzone Bye Bye di Annalisa.
- Nel 2021 è stata la location principale delle 6 puntate della serie Sky "Christian" diretta dal regista Stefano Lodovichi e mandata in onda l'anno successivo.

## Cinema
- Sfrattato cerca casa equo canone, regia di Pier Francesco Pingitore (1983)
- I predatori dell'anno Omega, regia di David Worth (1984)
- Dove siete? Io sono qui, regia di Liliana Cavani (1993)
- Il palazzo, regia di Katharina Copony - mediometraggio (2006)[17]
- Il silenzio del Corviale, regia di Marco Danieli - documentario (2008)
- Et in terra pax, regia di Matteo Botrugno e Daniele Coluccini (2010)[18]
- Scusate se esisto!, regia di Riccardo Milani (2014)
- Zeta - Una storia hip-hop, regia di Cosimo Alemà (2016)
- American Assassin, regia di Michael Cuesta (2017)
- Christian, regia di Stefano Lodovichi, Roberto Cinardi - serie televisiva (2022)